# Simon Bainbridge
Simon Bainbridge (Londra, 30 agosto 1952 – 2 aprile 2021) è stato un compositore e docente britannico; è stato inoltre capo della facoltà di composizione alla Royal Academy of Music di Londra e professore invitato all'Università di Louisville nel Kentucky, Stati Uniti.

## Biografia
Simon Bainbridge è nato a Londra. Ebbe il suo primo grande successo con Spirogyra, scritta nel 1970 mentre era ancora uno studente. Questo lavoro mostra una passione per trame intricate e sensuali che restano il segno distintivo dello stile di Bainbridge ancora oggi. È stato educato alla Highgate School e al Royal College of Music. Dopo essersi diplomato al Royal College of Music, studiò con Schuller a Tanglewood; la sua passione per la cultura americana viene occasionalmente mostrata in opere come Concerto in Moto Perpetuo (1983), che contiene echi del minimalismo americano e For Miles ispirato al be-bop (1994). Negli anni '90 il suo lavoro assunse una nuova dimensione espressiva, come in Ad Ora Incerta (1994) che gli ha valso il prestigioso Grawemeyer Award nel 1997.
Bainbridge è stato Capo della Composizione presso la Royal Academy of Music dal 1999 al 2007 ed è stato uno dei primi quattro professori a essere nominato nel 2000 con lo Status di Accademia come membro costituente dell'Università di Londra.
È sposato con il soprano inglese ed insegnante di canto Lynda Richardson e padre dell'attrice Rebecca Bainbridge. Nel 1985 Bainbridge ha suonato l'assolo di sassofono sul tema principale di Simon May nel famoso programma televisivo Howards' Way.

### Momenti salienti della carriera
- 1969-74 - Studia al Royal College of Music, Londra poi al Tanglewood con Gunther Schuller
- 1976-8 - Forman Fellow in composizione presso l'Università di Edimburgo
- 1983-5 - Compositore in residenza presso Southern Arts
- 1997 - Università di Louisville Grawemeyer Award per la composizione musicale per "Ad Ora Incerta"[3]
- 2001 - Nominato capo della composizione alla Royal Academy of Music
- 2002 - Gli eventi del cinquantesimo compleanno a Cheltenham, Huddersfield e Londra

## Opere principali
- Clarinet Quintet (1993)
- For Miles per tromba e gruppo da camera (1994)
- Ad Ora Incerta, quattro canzoni orchestrali di Primo Levi per mezzosoprano, fagotto e orchestra (1994); versi di Primo Levi
- Four Primo Levi Settings per mezzosoprano, clarinetto, viola e piano (1996); versi di Primo Levi
- Guitar Concerto per chitarra e gruppo da camera (1998)
- Chant per coro amplificato e grande gruppo (1999)
- Voiles per fagotto e gruppo di archi (2001)

## Registrazioni scelte
- Ad Ora Incerta; Four Primo Levi Settings - NMC D059
- Herbsttag - USK 1224CD